# Еман Саван
Еман Саван (англ. Eman Sawan) — палестинська шахістка, жіночій майстер ФІДЕ (WFM).

## Біографія
Еман Саван народилася 12 червня 2007 року у Газі (Палестина).
Шахами захопилася у дванадцятирічному віці, навчившись грі від батька. Відтоді намагається тренуватися кожного дня щонайменше 6-7 годин.
Через тривалий військовий конфлікт, мешкає з родиною в Йорданії у статусі біженця та має обмежені можливості щодо участі в міжнародних турнірах. Деякий час її тренером був Йохан Хеллстен, з яким вона готувалася до шахової олімпіади у Будапешті.
Представляючи Палестину на шахових змаганнях, Еман Саван у 2022 році зайняла перше місце серед дівчат до 16-ти років в Арабському індивідуальному чемпіонаті, який проходив у Дамаску (Сирія). У 2024 році у м. Шарджа (ОАЕ), на Арабському шаховому чемпіонаті серед жінок, вона посіла перше місце, граючи у бліц.

## Цитати
«Мені подобається наявність багатьох викликів, з якими потрібно розібратися. Також мені подобається перемагати!».